# Плосково (Шарьинский район)
Плосково — деревня в составе Ивановского сельского поселения Шарьинского района Костромской области России.

## География
Деревня расположена недалеко от берега реки Ветлуга.

## История
В начале XVII века деревня Плоское принадлежала боярину князю Фёдору Мстиславскому, спустя некоторое время после смерти которого, в 1640 году вместе с другими деревнями была пожалована царём Алексеем Михайловичем князю Борису Репнину, от которого перешла его потомкам.
В конце XVIII века деревня принадлежала Фёдору Глебовичу Салтыкову, сыну Салтычихи.
Согласно Спискам населенных мест Российской империи в 1872 году деревня относилась к 2 стану Ветлужского уезда Костромской губернии. В ней числилось 12 дворов, проживали 57 мужчин и 73 женщины.
Согласно переписи населения 1897 года в деревне проживал 181 человек (78 мужчин и 103 женщины).
Согласно Списку населенных мест Костромской губернии в 1907 году деревня относилась к Рождественской волости Ветлужского уезда Костромской губернии. По сведениям волостного правления за 1907 год в деревне числился 31 крестьянский двор и 260 жителей. В деревне имелась почтово-телеграфное отделение. Основным занятием жителей деревни был лесной промысел.

## Население
| 2008 | 2010 | 2014 | 2024 |
| ---- | ---- | ---- | ---- |
| 159  | ↘146 | ↗151 | ↘106 |